# خلية دبقية
الخلايا الدبقية، تُدعى أيضًا خلاية عصبية دبقية، هي خلايا غير عصبونية موجودة في الجهاز العصبي المركزي (الدماغ والنخاع الشوكي) والجهاز العصبي المحيطي، إذ لا تمتلك هذه الخلايا القدرة على إنتاج الدفعات الكهربائية. تعمل الخلايا الدبقية على الحفاظ على الاستتباب الداخلي، وتشكيل الميالين في الجهاز العصبي المحيطي وتوفير الدعم والحماية للعصبونات.

## أنواعالخلايا الدبقية
تشمل الخلايا الدبقية الموجودة في الجهاز العصبي المركزي كلًا من :
- الخلايا النجمية،
- الخلايا الدبقية قليلة التغصن،
- خلايا البطانة العصبية
- الخلايا الدبقية الصغيرة،

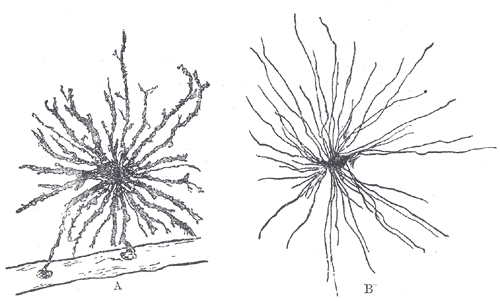
الخلايا الدبقية النجمية الموجودة في الجهاز العصبي

بينما تشمل الخلايا الدبقية الموجودة في الجهاز العصبي المحيطي
خلايا شوان
- والخلايا الساتلة.

تُعد كل هذه الخلايا مسؤولة عن أربع وظائف رئيسية: (1) الإحاطة بالعصبونات وتثبيتها في مكانها؛ (2) تزويد العصبونات بالمغذيات والأكسجين؛ (3) عزل العصبونات عن بعضها البعض؛ (4) القضاء على العوامل الممرضة والتخلص من العصبونات الميتة. تلعب خلايا الدبق العصبي أيضًا دورًا في النقل العصبي والاتصالات المشبكية، وفي العمليات الفيزيولوجية مثل التنفس.

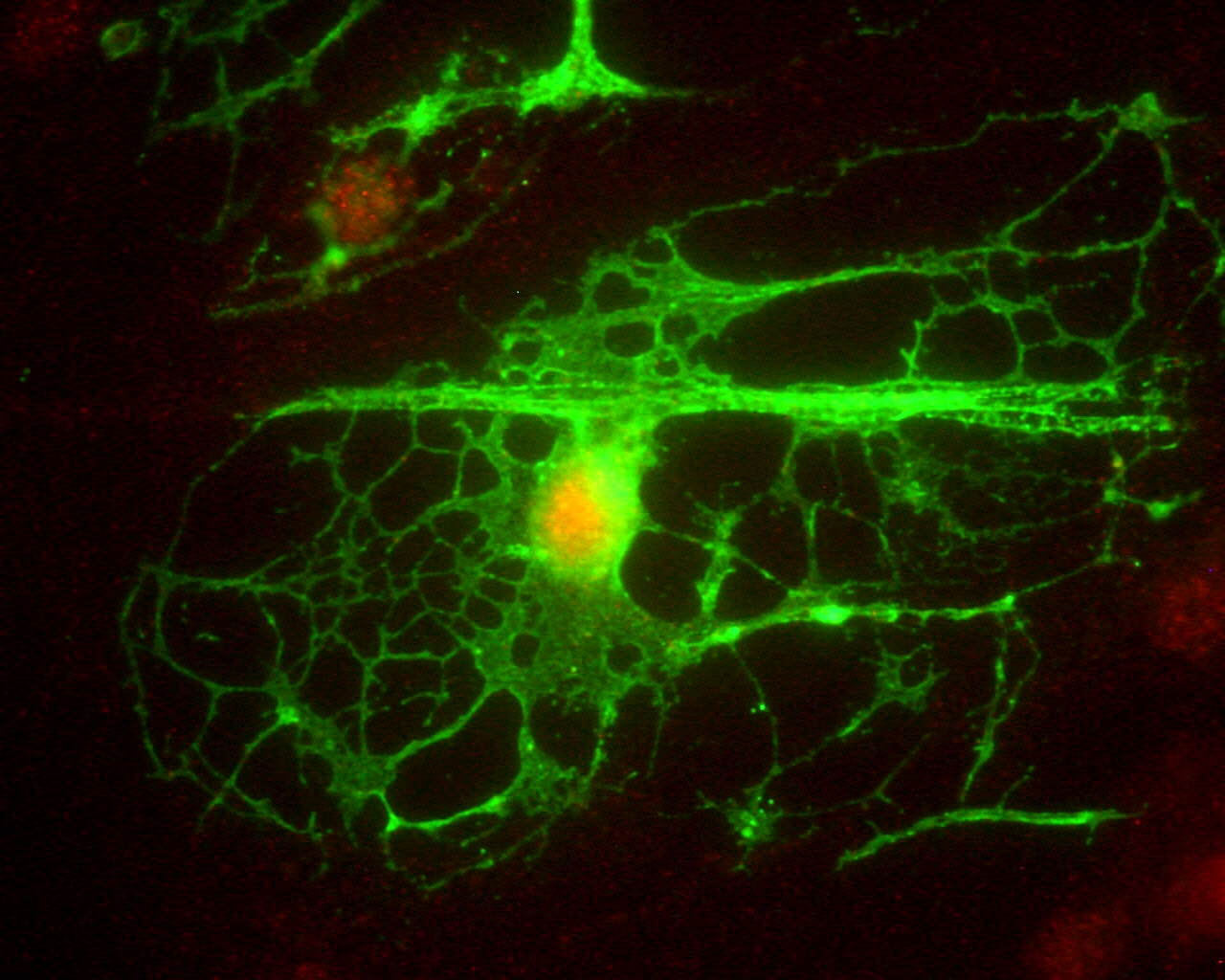
خلية دبقية قليلة التغصن تحيط بالمحور العصبي لخلية عصبية في الدماغ

اعتُقد في السابق أن عدد الخلايا الدبقية كبير للغاية مقارنة بعدد العصبونات بنسبة 10:1، لكن أظهرت الدراسات الأخيرة، التي استخدمت الأساليب الأحدث وأعادت تقييم الدلائل الكمية التاريخية، نسبة إجمالية أقل من 1:1، مع تباين كبير بين نسج الدماغ المختلفة.
تتميز الخلايا الدبقية بتنوعها الخلوي وتعدد وظائفها مقارنة بالعصبونات، وتمتلك أيضًا القدرة على الاستجابة للنقل العصبي والتأثير فيه بطرق عديدة. بالإضافة إلى ذلك، تشمل تأثيراتها عمليتي الاحتفاظ والاستحصاف المتعلقتين بالذاكرة.
اكتُشفت الخلايا الدبقية لأول مرة في عام 1856، على يد عالم الأمراض رودولوف فيرخوف أثناء بحثه عن «نسيج ضام» في الدماغ. اشتُق المصطلح من الكلمتين اليونانيتين γλία و γλοία بمعنى «لاصق»، إذ تشير هذه التسمية إلى الانطباع الأول الذي أعطته هذه الخلايا بأنها المادة اللاصقة للجهاز العصبي.

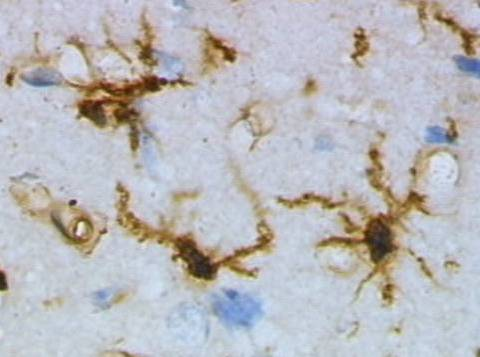
الخلايا الدبقية الصغيرة في الدماغ

## التطور
تُشتق غالبية الخلايا الدبقية من نسج الأديم الظاهر للجنين النامي، على وجه التحديد من الأنبوبة العصبية والعرف العصبي. يُستثنى من ذلك الخلايا الدبقية الصغيرة التي تنشأ من الخلايا الجذعية المكونة للدم. تُعتبر الخلايا الدبقية قادرة على التجدد الذاتي إلى حد كبير لدى البالغين، وتختلف عن الخلايا البلعمية الكبيرة والخلايا وحيدات النوى التي تنسل إلى الجهاز العصبي المركزي في حال تعرضه لأذى أو إصابته بالمرض.
في الجهاز العصبي المركزي، تتطور الخلايا الدبقية من المنطقة البطينية من الأنبوبة العصبية. تشمل هذه الخلايا الدبقية كلًا من الخلايا الدبقية قليلة التغصن، والخلايا المحيطية والخلايا النجمية. في الجهاز العصبي المحيطي، تنشأ الخلايا الدبقية من العرف العصبي، وتشمل خلايا شوان في الأعصاب والخلايا السالتية في العقد.

### القدرة على الانقسام
تحتفظ الخلايا الدبقية بقدرتها على الانقسام الخلوي في مرحلة البلوغ، بينما تفتقد معظم العصبونات القدرة على ذلك. تستند هذه الرؤية إلى انعدام قدرة الجهاز العصبي الناضج عمومًا على استبدال العصبونات بعد الإصابة، مثل السكتة القلبية أو الإصابة الرضية، إذ يحدث في أغلب الأحيان تكاثر كبير للخلايا الدبقية، أو الدباق، في موقع التلف أو بجانبه. مع ذلك، لم تجد الدراسات التفصيلية أي دليل على احتفاظ الخلايا الدبقية «الناضجة»، مثل الخلايا النجمية أو خلايا الدبق قليلة التغصن، بالقدرة على الانقسام الفتيلي. استطاعت الخلايا الآرومية للخلايا الدبقية قليلة التغصن المقيمة فقط الاحتفاظ بهذه القدرة بعد نضج الجهاز العصبي.
تُعرف الخلايا الدبقية بقدرتها على الانقسام الفتيلي. في المقابل، ما يزال الفهم العلمي لمدى القدرة على اعتبار العصبونات تالية للانقسام الفتيلي بشكل دائم، أو قادرة على الانقسام الفتيلي، قيد التطور. اعتُبرت الخلايا الدبقية فيما مضى مفتقرة لعدد من الميزات التي تتسم بها العصبونات. على سبيل المثال، لم يُعتقد أن الخلايا الدبقية مشتملة على المشابك الكيميائية أو أنها تحرر الناقلات. اعتُبرت هذه الخلايا بمثابة متفرج معدوم التأثير لعملية النقل العصبي. مع ذلك، أظهرت الدراسات الحديثة أن هذه المعلومات غير صحيحة كليًا.

## الوظائف
تتجلى وظيفة بعض الخلايا الدبقية بشكل أساسي في الدعم الفيزيائي للعصبونات. يعمل بعضها الآخر أيضًا في توفير المغذيات اللازمة للعصبونات وتنظيم السائل خارج الخلوي للدماغ، وعلى وجه الخصوص المحيط بالعصبونات ومشابكها. أثناء المراحل المبكرة من التخلق، توجه الخلايا الدبقية هجرة العصبونات وتنتج الجزيئات المعدلة لنمو المحاوير والتغصنات العصبية. تظهر بعض الخلايا الدبقية تنوعًا وفق منطقتها في الجهاز العصبي المركزي، وتختلف وظائفها أيضًا بين مناطق الجهاز العصبي المركزي المختلفة.

### إصلاح العصبونات وتطورها
تُعد الخلايا الدبقية أساسية في تطور الجهاز العصبي وفي العديد من العمليات مثل اللدونة المشبكية والتخلق المشبكي. تلعب الخلايا الدبقية دورًا في تنظيم إصلاح العصبونات بعد تعرضها للإصابة. تعمل الخلايا الدبقية على كبح الإصلاح في الجهاز العصبي المركزي «سي إن إس». يتزايد حجم الخلايا الدبقية المعروفة بالخلايا النجمية وتتكاثر مكونة الندبة، تنتج هذه الخلايا أيضًا جزيئات تثبيطية لتثبيط إعادة نمو المحوار التالف أو المقطوع. تعزز الخلايا الدبقية المعروفة بخلايا شوان (أو الخلايا الغمدية العصبية) عملية الإصلاح في الجهاز العصبي المحيطي «بّي إن إس». بعد تعرض المحوار للإصابة، تعود خلايا شوان إلى حالة تطورية سابقة محفزة إعادة نمو المحوار. يعطي اختلاف الخلايا الدبقية هذا بين «سي إن إس» و«بّي إن إس» آمالًا بإيجاد طريقة لتجديد النسج العصبية في الجهاز العصبي المركزي. على سبيل المثال، القدرة على إصلاح النخاع الشوكي بعد تعرضه لإصابة أو انقطاعه.

### إنتاج غمد الميالين
تُلاحظ الخلايا الدبقية قليلة التغصن في الجهاز العصبي المركزي وتتخذ مظهرًا أشبه بالأخطبوط: تمتلك أجسام خلايا بصلية الشكل مع ما يصل إلى خمسة عشر بروزًا شبيه بالذراع. يصل كل بروز إلى محوار ليلتف حوله بشكل لولبي مشكلًا غمد الميالين. يعزل غمد الميالين الليف العصبي عن السائل خارج الخلوي ويزيد سرعة نقل الإشارات على طول الليف. في الجهاز العصبي المحيطي، تتولى خلايا شوان مهمة إنتاج الميالين. تغلف هذه الخلايا الألياف العصبية للجهاز العصبي المحيطي من خلال الالتفاف حولها بشكل متكرر. تخلف هذه العملية غمد الميالين الذي يساهم في زيادة الناقلية العصبية وتجديد الألياف التالفة.

### النقل العصبي
تمثل الخلايا النجمية أحد العناصر الأساسية في المشبك الثلاثي. تمتلك هذه الخلايا العديد من الوظائف الأساسية، بما في ذلك تصفية النواقل العصبية داخل الفلح المشبكي، ما يساهم في التفريق بين جهود الفعل المنفصلة ويكبح التراكم السمي لبعض النواقل العصبية مثل الغلوتامات، التي يؤدي تراكمها إلى التحفيز الزائد. علاوة على ذلك، تحرر الخلايا النجمية النواقل الدبقية مثل الغلوماتامات، و«إي تي بّي» ودي- سيرين استجابة للتنبيه.

## الأهمية السريرية
على الرغم من مساهمة الخلايا الدبقية بشكل متكرر في تجديد الوظيفة العصبية المفقودة في الجهاز العصبي المحيطي، لا تظهر هذه الخلايا استجابة مشابهة عند خسارة العصبونات في الجهاز العصبي المركزي. لا تحدث إعادة النمو في الجهاز العصبي المركزي إلا عندما تكون الإصابة بسيطة وغير شديدة. عند حدوث الإصابة الشديدة، يصبح ضمان بقاء العصبونات المتبقية الحل الأمثل. مع ذلك، بدأت بعض الدراسات، التي اختبرت دور الخلايا الدبقية في مرض آلزهايمر، في دحض فائدة هذه الميزة، إذ زعمت حتى بأنها تفاقم المرض. بالإضافة إلى تأثيرها السلبي على الإصلاح الممكن للعصبونات في مرض آلزهايمر، يتسبب التندب والالتهاب العائد إلى الخلايا الدبقية في تنكس العصبونات الناجم عن التصلب الجانبي الضموري.
بالإضافة إلى أمراض التنكس العصبي، يؤدي تعرض الخلايا الدبقية لنطاق واسع من العوامل المضرة، مثل نقص التأكسج أو الإصابة الرضية، إلى تلف مادي في الجهاز العصبي المركزي. بشكل عام، تحرض الخلايا الدبقية عملية الاستماتة بين أجسام الخلايا المحيطة عن تعرض الجهاز العصبي المركزي للتلف. يُلاحظ بعد ذلك ارتفاع نشاط الخلايا الدبقية الصغيرة التي تسبب الالتهاب، ويحدث أخيرًا تحرير كبير للجزيئات المثبطة للنمو.

## معرض صور

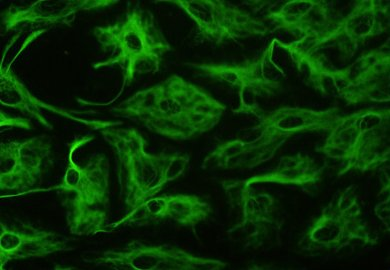
الخلايا النجمية مكشوفة من خلال إنتاج البروتين الحمضي الليفي الدبقي (GFAP)
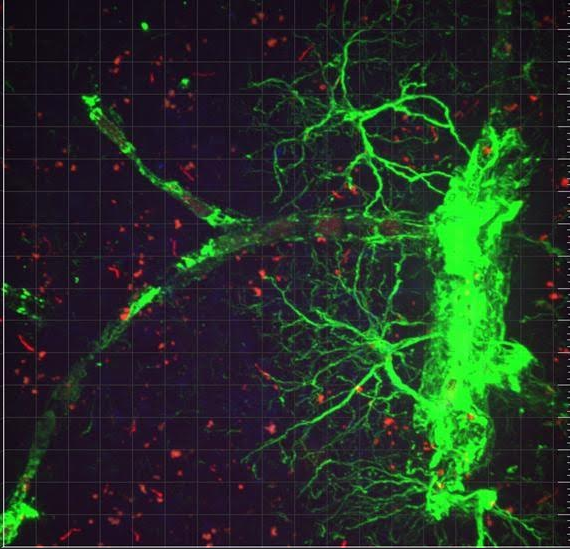
التفاف الخلايا النجمية حول الأوعية الدموية
- الخلايا الدبيقة الصغيرة منتجة لبروتين P2y12 المهم في اللدونة العصبية
الخلايا قليلة التغصن (بالأزرق)